# Хемза Халуї
Хемза Халуї (араб. حمزة•حلوي; нар. 10 липня 1994) — алжирський борець греко-римського та вільного стилів, чемпіон та триразовий срібний призер чемпіонатів Африки з греко-римської боротьби, срібний призер чемпіонату Африки з вільної боротьби, срібний та дворазовий бронзовий призер Африканських ігор з греко-римської боротьби, бронзовий призер Африканських ігор з вільної боротьби, учасник Олімпійських ігор у змаганнях з греко-римської боротьби.

## Життєпис
Боротьбою почав займатися з 2007 року. У 2011 році став чемпіоном Африки серед кадетів. У 2014 — став чемпіоном Африки серед юніорів. На цьому ж чемпіонаті взяв участь у змаганнях з вільної боротьби і теж здобув чемпіонський титул.
Тренер — Мессауд Зеждан.

## Спортивні результати на міжнародних змаганнях

### Виступи на Олімпіадах
| Змагання                    | Збірна | Вагова категорія                 | Місце |
| --------------------------- | ------ | -------------------------------- | ----- |
| Літні Олімпійські ігри 2016 | Алжир  | греко-римська боротьба, до 98 кг | 17    |

### Виступи на Чемпіонатах світу
| Змагання                        | Збірна | Вагова категорія                 | Місце |
| ------------------------------- | ------ | -------------------------------- | ----- |
| Чемпіонат світу з боротьби 2018 | Алжир  | греко-римська боротьба, до 97 кг | 22    |

### Виступи на Чемпіонатах Африки
| Змагання                         | Збірна | Вагова категорія                 | Місце  |
| -------------------------------- | ------ | -------------------------------- | ------ |
| Чемпіонат Африки з боротьби 2015 | Алжир  | греко-римська боротьба, до 98 кг | Срібло |
| Чемпіонат Африки з боротьби 2015 | Алжир  | вільна боротьба, до 125 кг       | Срібло |
| Чемпіонат Африки з боротьби 2016 | Алжир  | греко-римська боротьба, до 98 кг | Срібло |
| Чемпіонат Африки з боротьби 2017 | Алжир  | греко-римська боротьба, до 98 кг | Срібло |
| Чемпіонат Африки з боротьби 2018 | Алжир  | греко-римська боротьба, до 97 кг | Золото |

### Виступи на Африканських іграх
| Змагання              | Збірна | Вагова категорія                  | Місце  |
| --------------------- | ------ | --------------------------------- | ------ |
| Африканські ігри 2015 | Алжир  | вільна боротьба, до 125 кг        | 5      |
| Африканські ігри 2015 | Алжир  | греко-римська боротьба, до 98 кг  | Срібло |
| Африканські ігри 2019 | Алжир  | греко-римська боротьба, до 130 кг | Бронза |
| Африканські ігри 2023 | Алжир  | вільна боротьба, до 125 кг        | Бронза |
| Африканські ігри 2023 | Алжир  | греко-римська боротьба, до 130 кг | Бронза |

### Виступи на Кубках світу
| Змагання                    | Збірна | Вагова категорія                  | Місце |
| --------------------------- | ------ | --------------------------------- | ----- |
| Кубок світу з боротьби 2020 | Алжир  | греко-римська боротьба, до 130 кг | 9     |

### Виступи на Чемпіонатах світу серед військовослужбовців
| Змагання                                                  | Збірна | Вагова категорія                 | Місце |
| --------------------------------------------------------- | ------ | -------------------------------- | ----- |
| Чемпіонат світу з боротьби серед військовослужбовців 2016 | Алжир  | вільна боротьба, до 125 кг       | 13    |
| Чемпіонат світу з боротьби серед військовослужбовців 2016 | Алжир  | греко-римська боротьба, до 98 кг | 9     |
| Чемпіонат світу з боротьби серед військовослужбовців 2017 | Алжир  | вільна боротьба, до 125 кг       | 5     |
| Чемпіонат світу з боротьби серед військовослужбовців 2018 | Алжир  | греко-римська боротьба, до 97 кг | 12    |

### Виступи на Всесвітніх іграх військовослужбовців
| Змагання                                | Збірна | Вагова категорія                  | Місце |
| --------------------------------------- | ------ | --------------------------------- | ----- |
| Всесвітні ігри військовослужбовців 2015 | Алжир  | вільна боротьба, до 125 кг        | 11    |
| Всесвітні ігри військовослужбовців 2015 | Алжир  | греко-римська боротьба, до 98 кг  | 9     |
| Всесвітні ігри військовослужбовців 2019 | Алжир  | греко-римська боротьба, до 130 кг | 8     |

### Виступи на Середземноморських чемпіонатах
| Змагання                                     | Збірна | Вагова категорія                 | Місце  |
| -------------------------------------------- | ------ | -------------------------------- | ------ |
| Середземноморський чемпіонат з боротьби 2018 | Алжир  | греко-римська боротьба, до 97 кг | Срібло |

### Виступи на інших змаганнях
| Змагання                                                    | Збірна | Вагова категорія                  | Місце  |
| ----------------------------------------------------------- | ------ | --------------------------------- | ------ |
| Турнір Вехбі Емре і Гаміта Каплана 2015                     | Алжир  | греко-римська боротьба, до 98 кг  | 18     |
| Турнір Дана Колова — Николи Петрова 2015                    | Алжир  | греко-римська боротьба, до 98 кг  | 16     |
| Кубок Тахті 2016                                            | Алжир  | греко-римська боротьба, до 98 кг  | 8      |
| Турнір Дана Колова — Николи Петрова 2016                    | Алжир  | греко-римська боротьба, до 98 кг  | 7      |
| Олімпійський кваліфікаційний турнір з боротьби 2016 (Алжир) | Алжир  | греко-римська боротьба, до 98 кг  | Срібло |
| Кубок Владислава Пітласинські 2016                          | Алжир  | греко-римська боротьба, до 98 кг  | 18     |
| Турнір Дана Колова — Николи Петрова 2017                    | Алжир  | греко-римська боротьба, до 98 кг  | 12     |
| Гран-прі Угорщини з боротьби 2018                           | Алжир  | греко-римська боротьба, до 97 кг  | 14     |
| Henri Deglane Challenge 2019                                | Алжир  | греко-римська боротьба, до 97 кг  | 5      |
| Гран-прі Угорщини з боротьби 2019                           | Алжир  | греко-римська боротьба, до 97 кг  | 20     |
| Кубок Владислава Пітласинські 2019                          | Алжир  | греко-римська боротьба, до 130 кг | 5      |
| Середземноморські пляжні ігри 2023                          | Алжир  | пляжна боротьба, до M+90 кг       | 6      |

### Виступи на змаганнях молодших вікових груп
| Змагання                                                   | Збірна | Вагова категорія                  | Місце  |
| ---------------------------------------------------------- | ------ | --------------------------------- | ------ |
| Чемпіонат Африки з боротьби серед кадетів 2011             | Алжир  | греко-римська боротьба, до 76 кг  | Золото |
| Чемпіонат Африки з боротьби серед юніорів 2014             | Алжир  | вільна боротьба, до 120 кг        | Золото |
| Чемпіонат Африки з боротьби серед юніорів 2014             | Алжир  | греко-римська боротьба, до 120 кг | Золото |
| Середземноморський чемпіонат з боротьби серед юніорів 2014 | Алжир  | вільна боротьба, до 120 кг        | Золото |
| Середземноморський чемпіонат з боротьби серед юніорів 2014 | Алжир  | греко-римська боротьба, до 96 кг  | Срібло |
| Чемпіонат світу з боротьби серед юніорів 2014              | Алжир  | греко-римська боротьба, до 96 кг  | 21     |